# 오미하치만역
오미하치만역(일본어: 近江八幡駅, おうみはちまんえき 오우미하치만에키[*])은 일본 시가현 오미하치만시에 위치한 서일본 여객철도와 오미 철도의 역이다.

## 역 구조

### 서일본 여객철도
단식과 섬식이 섞인 복합형 승강장으로 2면 3선의 승강장을 가진 지상역이다. 이외에 1선을 추가로 포함하고 있다. 역사는 고가 위에 지어져 있다. 단식 홈이 1번 승강장, 섬식 홈이 2·3번 승강장에 해당한다.

#### 승강장
예전에 도카이도 본선을 주행한 히에이나 다카야마 등의 급행 열차가 정차하였지만 현재는 장거리 특급 열차는 모두 통과하고 있다. 다만 비와코 익스프레스와 하루카는 정차하고 있다.
| 1   | ■ 비와코 선 (상행) | 마이바라 · 나가하마 방면    |
| 2·3 | ■ 비와코 선 (하행) | 구사쓰 · 교토 · 오사카 방면 |

하행은 완급접속이 가능하여 3번 승강장은 보통 열차의 신쾌속이나 특급 열차 대피용으로 사용되고 있다. 홈이 없는 상행 대피선 (2번선)은 화물열차나 임시 열차가 대피하기 위해 사용하고 있다. 국철 시대에는 오미 철도와 선로가 연결되어 있어 다케사 행 (도요 카본 측선) 등의 화물 철도가 운행되고 있었다.

### 오미 철도

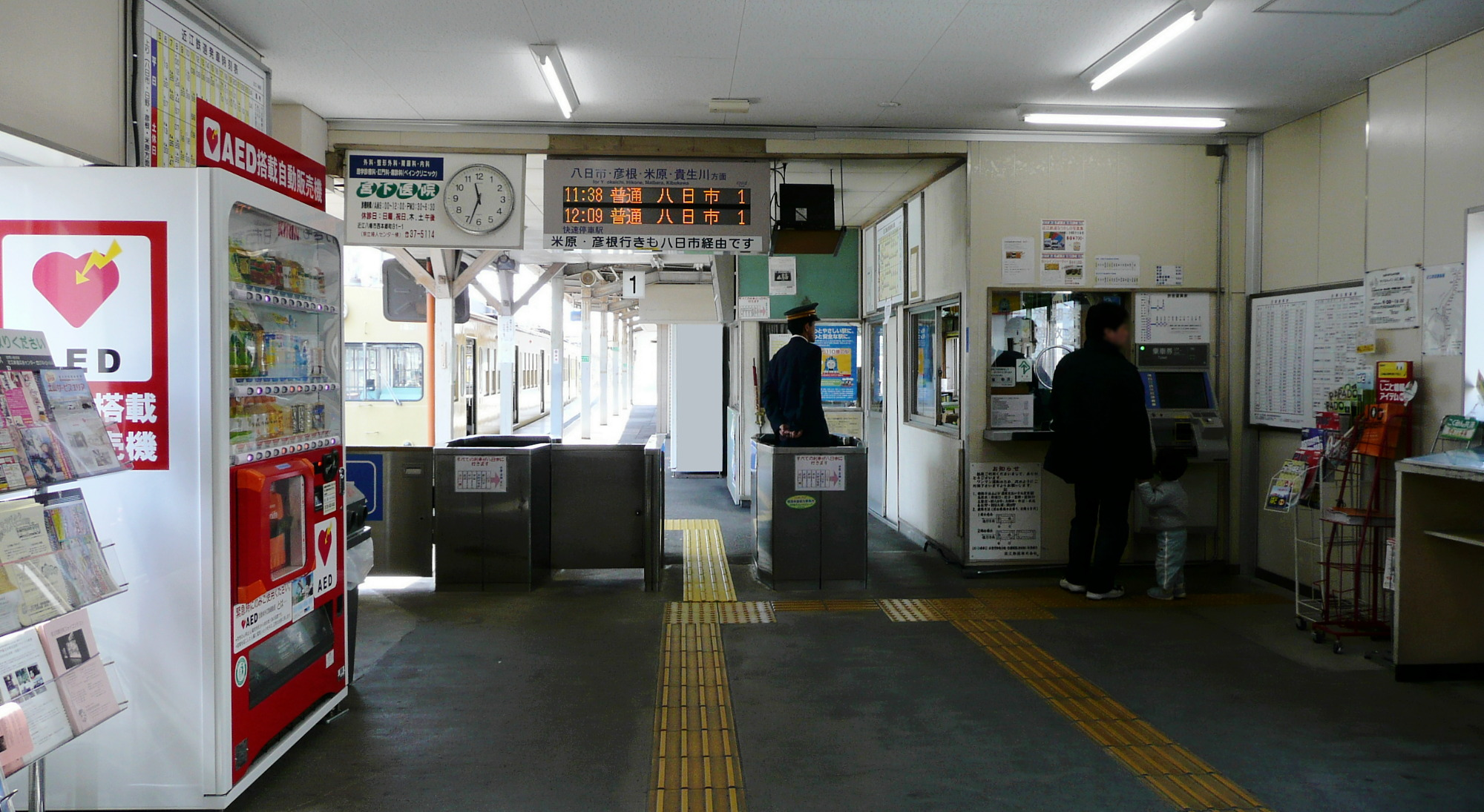
개찰구

섬식 승강장으로 1면 2선과 측선 1선을 가진 지상역이다. 승강장 상의 화장실은 남녀 공용이다.

#### 승강장
| 1 · 2 | ■요카이치 선 | 요카이치 · 히코네 · 마이바라 방면 |

## 승차량 변동
- 오미 철도는 개별 역의 승차량 통계를 공개하지 않았다.

| 회사      | 승차 인원 | 승차 인원 | 승차 인원 | 승차 인원 | 승차 인원 | 승차 인원 | 승차 인원 | 승차 인원 | 주 석 |
| 회사      | 1993년    | 1994년    | 1995년    | 1996년    | 1997년    | 1998년    | 1999년    | 2000년    | 주 석 |
| --------- | --------- | --------- | --------- | --------- | --------- | --------- | --------- | --------- | ----- |
| JR 서일본 | 16472     | 16564     | 17040     | 17153     | 16748     | 16515     | 16180     | 16438     | [ 1 ] |
| 회사      | 2001년    | 2002년    | 2003년    | 2004년    | 2005년    | 2006년    | 2007년    | 2008년    |       |
| JR 서일본 | 16482     | 16185     | 16453     | 16806     | 17153     | 17602     | 17609     | 17476     | [ 1 ] |

## 역사
- 1889년 7월 1일: 관설철도 세키가하라 역 ~ 제제 역 구간의 일부로서 하치만 역이 개업하였다. 여객 및 화물 취급이 개시되었다.
- 1895년 4월 1일: 노선 명칭 제정에 따라 도카이도 선 소속이 되었다.
- 1913년 12월 29일: 고난 철도 요카이치 선의 신하치만역이 개업했다.
- 1919년 3월 11일: 양 노선의 역명이 오미하치만역으로 개칭되었다.
- 1927년 5월 15일: 회사 합병에 의해 고난 철도의 역이 비와코철도기선 소속 역이 되었다.
- 1929년 4월 1일: 노선 양도에 의해 비와코철도기선 소속 오미하치만 역의 영업 주체가 요카이치 철도로 변경되었다.
- 1944년 3월 1일: 회사 합병에 의해 요카이치 철도의 역이 오미 철도 요카이치 선의 역이 되었다.
- 1981년 8월: 역사가 개축되어 고가화되었다.
- 1984년 2월 1일: 일본국유철도의 화물 취급이 폐지되었다.
- 1987년 4월 1일: 민영화에 의해 서일본 여객철도 소속이 되었다.
- 2003년 11월 1일: 서일본 여객철도에서 IC 카드 이코카의 사용이 개시되었다.

## 인접정차역
| 서일본 여객철도 도카이도 본선 | 서일본 여객철도 도카이도 본선 | 서일본 여객철도 도카이도 본선 |
| ----------------------------- | ----------------------------- | ----------------------------- |
| 노토가와 마이바라 방면        | ■ 비와코 선 신쾌속            | 야스 히메지 방면              |
| 아즈치 마이바라 방면          | ■ 비와코 선 쾌속 · 보통       | 시노하라 히메지 방면          |
| 오미 철도 요카이치 선         |                               |                               |
| 요카이치 마이바라 방면        | ■ 요카이치 선 쾌속            | 시·종착역                     |
| 무사 마이바라 방면            | ■ 요카이치 선 보통            | 시·종착역                     |